# Doctrine de l'interruption
 (juin 2019).
Si vous disposez d'ouvrages ou d'articles de référence ou si vous connaissez des sites web de qualité traitant du thème abordé ici, merci de compléter l'article en donnant les références utiles à sa vérifiabilité et en les liant à la section « Notes et références ».
La doctrine de l'interruption consiste à faire tomber tout État princier indien dont le dirigeant serait incompétent ou qui n'aurait pas d'héritier masculin sous le règne britannique.

## Historique
Cette doctrine a été théorisée par James Broun-Ramsay.